# Армагедон (1999)
Армагедон (на английски: Armageddon) е първото годишно pay-per-view събитие от поредицата Армагедон, продуцирано от Световната федерация по кеч (WWF). Събитието се провежда на 12 декември 1999 г. в Сънрайз, Флорида.

## Обща информация
Основното събитие е мач без дисквалификации между Трите Хикса и Винс Макмеън. Трите Хикса печели мача, след като удря Макмеън с чук, когато дъщеря му Стефани Макмеън се обръща срещу него, като дава чука на Трите Хикса.
В ъндъркарда Грамадата се изправя срещу Биг Бос Мен за Титлата на WWF, Разбойниците на Новото време (Били Гън и Роуд Дог) се бият с Rock 'n' Sock Connection (Скалата и Менкайнд) за Световните отборни титли на WWF, Чайна среща Крис Джерико за Интерконтиненталната титла на WWF, Британския Булдог, Вал Винъс и Д'Ло Браун се бият за Европейската титла на WWF в тройна заплаха.

## Резултати
| №                                         | Резултати | Правила | Време |
| ----------------------------------------- | --- | --- | ----- |
| 1                                         | Дяконите (Брадшоу и Фарук) последни елиминират Харди бойз (Джеф Харди и Мат Харди)                                             | Кралска битка за определяне #1 претенденти за Световните отборни титли на WWF на Кралски грохот                                                                                   | 10:56 |
| 2                                         | Кърт Енгъл поб. Стив Блекман                                                                                                   | Индивидуален мач | 06:56 |
| 3                                         | Мис Кити поб. Б.Б., Айвъри (ш) и Жаклин                                                                                        | Мач Сутиен и гащички на басейна за Титлата при жените на WWF с Невероятната Мула и Мей Йънг като специални гост-съдийки                                                           | 02:57 |
| 4                                         | Холитата (Краш Холи и Хардкор Холи) поб. Рикиши и Висцера                                                                      | Отборен мач | 04:18 |
| 5                                         | Вал Винъс поб. Британския Булдог (ш) и Д'Ло Браун                                                                              | Мач Тройна заплаха за Европейската титла на WWF | 08:19 |
| 6                                         | Кейн (с Тори) поб. Екс Пак | Мач в Стоманена клетка | 08:11 |
| 7                                         | Крис Джерико поб. Чайна (ш) (с Мис Кити) чрез предаване                                                                        | Индивидуален мач за Интерконтиненталната титла на WWF | 10:22 |
| 8                                         | Rock 'n' Sock Connection (Скалата и Менкайнд) поб. Разбойниците на Новото време (Били Гън и Роуд Дог) (ш) чрез дисквалификация | Отборен мач за Световните отборни титли на WWF | 16:23 |
| 9                                         | Грамадата (ш) поб. Биг Бос Мен (с Принц Албърт)                                                                                | Индивидуален мач за Титлата на WWF | 03:16 |
| 10                                        | Трите Хикса поб. Г-н Макмеън                                                                                                   | Мач без дисквалификации Тъй като Трите Хикса печели, той става претендент #1 за Титлата на WWF. Ако Макмеън спечели, Трите Хикса и Стефани Макмеън ще получат анулиране на брака. | 28:21 |
| - (ш) – указва шампиона/шампионите в мача | | |       |